# Talldżina
Talldżina (arab. تلجينة) – miejscowość w Syrii, w muhafazie Idlib. W 2004 roku liczyła 436 mieszkańców.